# Straßenradsport-Weltmeisterschaften 1932
Die Straßenradsport-Weltmeisterschaften 1932 fanden am 31. August in Rom statt.

## Rennverlauf
Die Berufsfahrer bewältigten eine Strecke von 206,1 Kilometern. Der italienische Weltmeister von 1927 und 1930 Alfredo Binda holte sich mit knappem Vorsprung vor seinem Landsmann Remo Bertoni den dritten WM-Titel. Er benötigte ein Stundenmittel von 29,4 Kilometern. In der Ergebnisliste findet sich kein deutscher Fahrer. Giuseppe Martano machte bei den Amateuren den italienischen Triumph komplett. Er siegte auf dem 134 Kilometer langen Kurs mit einer Durchschnittsgeschwindigkeit von 29,4 km/h. Die beiden deutschen Amateure Walter Lohmann und Fritz Scheller belegten die Plätze 6 und 12.

## Ergebnisse
| Profis | Profis             | Profis | Profis      |
| Platz  | Athlet             | Land   | -           |
| ------ | ------------------ | ------ | ----------- |
| 1      | Alfredo Binda      | ITA    | 7:01:28 h   |
| 2      | Remo Bertoni       | ITA    | + 0:15 min  |
| 3      | Nicolas Frantz     | LUX    | + 4:52 min  |
| 4      | Ricardo Montero    | ESP    | 5:15 min    |
| 5      | Learco Guerra      | ITA    | + 5:39 min  |
| 6      | Marinus Valentijn  | NED    | + 6:20 min  |
| 7      | Janus Braspennincx | NED    | + 6:20 min  |
| 8      | Alfred Haemerlinck | BEL    | + 6:56 min  |
| 9      | André Godinat      | FRA    | + 9:44 min  |
| 10     | Romain Gijssels    | BEL    | + 9:44 min  |
| 11     | Albert Büchi       | SUI    | + 9:44 min  |
| 12     | Mariano Cañardo    | ESP    | + 9:44 min  |
| 13     | Jean-Pierre Muller | LUX    | + 9:44 min  |
| 14     | August Erne        | SUI    | + 12:04 min |
| 15     | Georges Antenen    | SUI    | + 13:22 min |
| 16     | Cesar Bogaert      | NED    | + 13:22 min |
| 17     | Antonin Magne      | FRA    | + 13:22 min |

| Amateure | Amateure         | Amateure | Amateure  |
| Platz    | Athlet           | Land     | Zeit      |
| -------- | ---------------- | -------- | --------- |
| 1        | Giuseppe Martano | ITA      | 4:32:48 h |
| 2        | Paul Egli        | SUI      | unbekannt |
| 3        | Paul Chocque     | FRA      | unbekannt |
| 4        | Luigi Macchi     | ITA      | unbekannt |
| 5        | Ferdinand Hein   | LUX      | unbekannt |
| 6        | Walter Lohmann   | GER      | unbekannt |
| 7        | Lucien Poffé     | BEL      | unbekannt |
| 8        | Josef Weissmayer | AUT      | unbekannt |
| 9        | Antonio Sella    | ITA      | unbekannt |
| 10       | Georg Johnson    | SWE      | unbekannt |
| 11       | Sven Thor        | SWE      | unbekannt |
| 12       | Fritz Scheller   | GER      | unbekannt |